# Mina wytykowa
Mina wytykowa – rodzaj uzbrojenia okrętów, używanego w drugiej połowie XIX wieku, nazywana także torpedą wytykową.

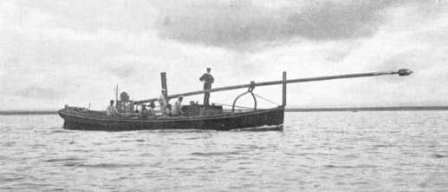
Kuter parowy z miną wytykową w położeniu marszowym (w położeniu bojowym była wysuwana na wytyku i zanurzana pod wodę))

Mina wytykowa stanowiła ładunek wybuchowy z zapalnikiem umieszczoną na długiej – kilkumetrowej belce (wytyku), przytwierdzonej na okuciach w dziobowej części okrętu. Stosowane były głównie na małych kutrach parowych (pierwowzorach kutrów torpedowych), na których były najefektywniejsze z powodu małych rozmiarów kutrów, ułatwiających podpłynięcie, ale także stanowiły uzbrojenie pomocnicze większych okrętów, np. wczesnych torpedowców. Przed użyciem minę wytykową opuszczano pod powierzchnię wody. Okręt uzbrojony w minę wytykową podpływał z możliwie dużą prędkością bezpośrednio do burty wrogiego okrętu i starał się uderzyć miną w tę burtę, powodując wybuch miny obok części podwodnej atakowanego okrętu. Zazwyczaj używano zapalnika uderzeniowego, powodującego wybuch miny przy uderzeniu. Uzbrojenie to było jednak niebezpieczne w użyciu, gdyż wymagało podejścia na bezpośrednią bliskość atakowanego okrętu, a wybuch miny zagrażał także samemu kutrowi. Zbliżoną bronią tego okresu były także miny holowane za kutrem, jednakże okazały się mniej skuteczne i jeszcze trudniejsze w użyciu. Miny wytykowe ostatecznie zanikły z chwilą bardziej powszechnego wprowadzenia udoskonalonych torped samobieżnych.

## Historia użycia

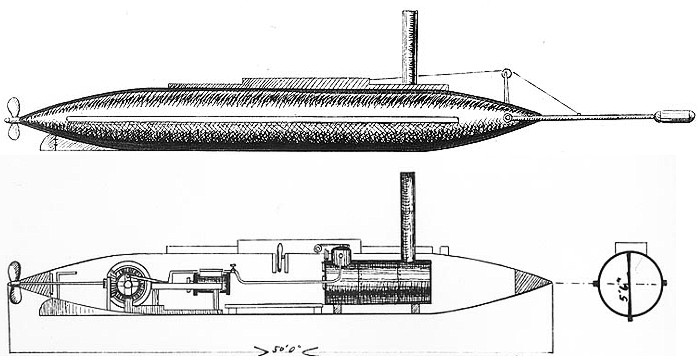
Szkic „Davida” z widoczną miną wytykową

Prawdopodobnie jako pierwsi miny wytykowe zastosowali i użyli bojowo konfederaci podczas wojny secesyjnej w USA. Po kilku nieudanych próbach, w nocy 5 października 1863 konfederacki kuter CSS „David” uszkodził w ten sposób fregatę pancerną Unii USS „New Ironsides” pod Charleston. Następnie 17 lutego 1864 konfederacki okręt podwodny „H.L. Hunley”, uzbrojony także w minę wytykową, zatopił slup USS „Housatonic” (mina użyta w „Hunley” odpalana była na nieco innej zasadzie, gdyż wyposażona była w harpun do wbicia jej w drewniane poszycie okrętu, a po uderzeniu w burtę okrętu i przyczepieniu miny okręt podwodny miał się wycofać i odpalić minę za pomocą sznura, którym była połączona z okrętem podwodnym). Z kolei w nocy z 27 na 28 października 1864 kuter parowy Unii (kapitan William B. Cushing) zatopił podobną mina wytykową konfederacki okręt pancerny CSS „Albemarle” na rzece Roanoke.
Siły rosyjskie pod dowództwem wiceadmirała Stiepana Makarowa intensywnie używały bojowo kutrów z minami wytykowymi podczas wojny rosyjsko-tureckiej w 1877 roku. Kutry takie („Carewicz” i „Ksenija”) zatopiły nocą na 14 maja?/26 maja 1877 turecki monitor „Seyfi” na Dunaju.